# Atlantis (együttes)
Az Atlantis együttes magyar beatzenekar volt.

## Története
1963-ban alakult, kezdetben a Sankó nevet kapta – korabeli szokás szerint – a zenekarvezető után, majd 1963-ban Devils néven koncerteztek, 1964 nyarán vették fel az Atlantis nevet.
Az első híressé vált felállás a következő volt:
- Neményi Béla – ének
- Sankó László – basszusgitár
- Radics Béla – gitár
- Rozsnyói György – orgona
- Pintér István – dob

1964 őszén csatlakozott az ekkor joghallgató egyetemista Neményihez és Sankóhoz a Nautilus zenekar három tagja: Radics Béla, Pintér István és Rozsnyói György. Első nagyobb fellépésük az Egyetemi Színpadon volt 1964. november 15-én, hatalmas sikerrel, mely hatására lemezfelvételi lehetőséghez jutottak.
A Beatles legsikeresebb hazai interpretálói voltak. A Ganz–MÁVAG művelődési központjában tartott koncertjeik után, Sankó és Radics gitárjátékának hatására, a felajzott, törni-zúzni kész tömeget nehéz volt lecsillapítani.
1965-ben jelent meg első lemezük, egy 4 számos EP, rajta három feldolgozásdal mellett egy saját instrumentális szerzeménnyel. Állandó klubjuk a Balzac utcai Boshcban volt minden héten vasárnap. 1965. március 21-én – főképp zenei nézetkülönbségek miatt – Radics Béla és Pintér István kilépett a zenekarból, megalapítva a rövid életű Atlantis Nr2 zenekart. Pintér helyére Veszelinov András került, aki később a Nagy Syrius tagja lett. Radicsot Boronkay Sándor váltotta. Sankó Lászlót 1965 novemberében katonának hívták be, helyére Beke Zoltán került, ekkoriban lépett vissza a zenekarba Radics Béla, mivel Boronkay is megkapta behívóját és az Atlantis Nr2 sem hozta meg a Radics által várt sikert.
E felállás vélhetőleg első kislemeze volt a Bencze Márta táncdalénekes által énekelt Csak fiataloknak.
Ez a felállás kísérte a '66-os Táncdalfesztiválon Horváth Vilmost is. A dal kislemezen is megjelent. A korszakban több kislemezt is rögzítettek.
A zenekar 1966 végén Neményi nélkül kívánta folytatni, de Neményi peres úton megvédte a nevet, így a többiek Pannónia néven folytatták. Az Atlantis tagsága teljesen kicserélődött, szinte szünet nélkül folytatta a Neményi Béla – Sipos Péter – Cserba Miklós – Kovács József – Iránik János ötös, majd Sipos helyére érkezett Tihanyi Gyula basszusgitáros. Ez a felállás játszik az "Ásó-kapa" kislemezen, melynek legelső példányaihoz még egy olyan képes borító tartozott, ahol az 1966-os felállás szerepel. Mikor elfogytak ezek az előre legyártott borítók, a kislemez lemezgyári egyentasakban került a továbbiakban forgalomba.
A Táncdalfesztiválokon háromszor szerepeltek: 1966-ban (Jól érzem magam és kísérték Horváth Vilmost a Gitárom pengetem című számban), 1967-ben (Drága bakter úr) és 1968-ban (Kínai fal). Az 1966-os Táncdalfesztiválon csak az elődöntőig jutottak, itt a két kislemezre került dalon kívül még három másik dalban is kísérőzenekari szerepük volt.
Neményi elindult az 1967-es polbeat fesztiválon is a Ki ölte meg Kennedyt? című dalával.
Sankó 1967 novemberében leszerelt, majd a régi atlantisos zenésztárssal, Radics Bélával megalapította a Sankó Beat Groupot, amit 1968 elején otthagyott és visszalépett az Atlantis-ba, Tihanyi Gyula helyére. 1968 második felében a zenekar zenekari felszerelés hiányában pár hónapig nem lépett fel. Az együttes gitárosa volt még Nagy Tamás, akit Hanka Péter váltott és egy ideig Tasnádi László is. Neményi 1970-ben abbahagyta a zenélést, külkereskedelmi pályára ment, a nevet Danyi Attilának adta, ám nem sokkal később a zenekar feloszlott. Danyi a nevet 1977-ben eladta Luczek Imrének, a zenekar teljesen új tagsággal próbálkozott itthon rövid ideig, majd vendéglátó zenekarként Norvégiába szerződtek. 1992-tól tengeri luxushajókon vállaltak fellépéseket, showt kisérő zenekarként. Alaszkától a Földközi tengerig több mint 5 szezonon keresztül, különböző hajókon.
Az Atlantis a beatkorszakban felkapott zenekar volt, relatíve sok kislemezük jelent meg, több saját TV show műsoruk volt, az alábbi filmekben szerepeltek is, mint zenekar:
Közbejött apróság (1966)
Fény a redőny mögött (1966)
A zenekar 1963 és 1967 közötti történetével részletesen foglalkozik Bálint Csaba: Radics Béla a beatkorszakban című, 2012-ben megjelent könyve.
A jelenlegi tagok, 1998-tól újra Magyarországon, Party zenekarként:
- Luczek Imre – dob, ének
- Piri József – szintetizátor, ének
- Major László – gitár, ének
- Horváth Andrea – ének

## Lemezeik
- Should Have Known Better / Shakin' All Over / Hindu dal / Atlantis Rock (Qualiton EP 7309, 1965)
- Rock and Roll Music / Trubadúr parafrázis / What Do I Say / A dongó (Qualiton EP 7338, 1965)
- Wooly Bully / Don Quijote / Hold Me / Szöcske (Qualiton EP 7347, 1965)
- Téli szerelem (Qualiton EP 7348, 1966 – az EP-n egy dal, a Hóember az Atlantis előadásában)
- Csak fiataloknak / Cowboynadrág (Bencze Márta kísérői) (Qualiton SP 290, 1966)
- Henry VIII / Michelle (Qualiton SP 305, 1966)
- Jól érzem magam / Gitárom pengetem (Horváth Vilmost kísérik) (Qualiton SP 321, 1966)
- Do You Want To Dance / Little Honda / Bits And Pieces / Miért vagy szemtelen? (Qualiton EP 7354, 1966)
- Inside Looking Out / At The Scene (Qualiton SP 333, 1966)
- Banjo Girl (Qualiton SP 334, 1966, Zalatnay Saroltát kísérik)
- Holnap délután ötkor / Múló nyár / Álomvilág / Ásó-kapa (Qualiton EP 27378, 1967)
- Nem Értem A Fiúkat / Foxi Maxi Matróz Lett (Qualiton SP 376, 1967)
- Drága bakter úr (B oldal: Szécsi Pál: Édes öregem) (Qualiton SP 405, 1967)
- Annyi a fájdalom (Dékány Saroltával) (B oldal: Magay Klementina & Atlasz: Kettő, egy, fél) (Qualiton SP 422, 1967)
- Nem vagyok én Ivanhoe / Kislány, gyere velem sétálni (Qualiton SP 393, 1967)
- Ki ölte meg Kennedyt? (Qualiton EP 27375. 1967) (polbeat)
- Kínai fal / Sírva és nevetve (Qualiton SP 517, 1968)
- Nem vagy te nagyúri dáma / Dupla vagy semmi (Qualiton SP 640, 1969)
- Visszajössz Te még? / Hahó (Qualiton SP 637, 1969)
- Hétfejű sárkány (Qualiton SP 794, 1970)